# 山东省体育运动委员会
山东省体育运动委员会（简称山东省体委）是中华人民共和国山东省人民政府主管全省体育工作的职能部门。2000年改组为山东省体育局。

## 历史沿革
1953年10月，山东省人民政府设立山东省人民政府体育运动委员会，对全省体育工作实施统一管理。1953年11月11日启用印章，由山东省人民政府文化教育委员会直接领导。办公地址设在济南普利门外崇阳里。
1955年3月9日，山东省人民委员会公布山东省体育运动委员会为山东省人民委员会的工作部门之一。同年4月4日启用新印章。办公地址初在济南市人民体育场，1958年4月迁至济南市经四路355号，1963年迁至经十路57号。
1970年8月14日，山东省革命委员会设立山东省体育局。1971年2月1日，成立山东省革命委员会体育局，并启用新印章。
1972年10月21日，撤消山东省革命委员会体育局，建立山东省革命委员会体育运动委员会。
1979年12月25日，改称山东省体育运动委员会。
2000年，改组为山东省体育局。

## 机构设置
1996年1月，根据《山东省省级机构改革实施意见》以及《关于印发〈山东省体育运动委员会职能配置、内设机构和人员编制方案〉的通知》，山东省体育运动委员会下设：
内设机构
- 办公室
- 人事处
- 计划财务处
- 群众体育处
- 竞技体育处
- 综合业务处
- 体育产业管理处
- 宣传科教处

直属事业单位
- 山东省体育运动技术学院
- 山东省体育中心
- 山东省竞技体育学校
- 山东省水上体育运动技术学校
- 山东省体育科学研究所
- 山东省武术院
- 《山东体育报》编辑部
- 山东省青岛体育训练基地
- 山东省威海体育训练基地
- 足球运动管理中心
- 山东省体育彩票管理中心

## 历任领导
历任主任
| 姓名   | 任期                  | 备注 |
| ------ | --------------------- | ---- |
| 季明焘 | 1979年7月－1989年12月 |      |
| 杨季泉 | 1989年12月－1992年9月 |      |
| 曹学成 | 1992年9月－1997年12月 |      |
| 学田   | 1997年12月－2000年4月 |      |